# Leszek Laszkiewicz
Leszek Laszkiewicz (ur. 11 sierpnia 1978 w Jastrzębiu-Zdroju) – polski hokeista, reprezentant Polski.

## Kariera klubowa
- GKS Jastrzębie (wychowanek)
- SMS I Sosnowiec (1996–1997)
- Nürnberg Ice Tigers (1997–1999)
- KTH Krynica (1999–2000)
- Unia Oświęcim (2000–2002)
- HC Vítkovice (2002–2003)
- HC Hawierzów (2003)
- Unia Oświęcim (2003–2004)
- HC Milano Vipers (2004–2005)
- Cracovia (2005–2013)
  -  GKS Jastrzębie (2007)
- 1928 KTH Krynica (2013)
- JKH GKS Jastrzębie (2013–2018)

Wychowanek JKH Czarne Jastrzębie. Absolwent NLO SMS PZHL Sosnowiec z 1996. Występował w najwyższych klasach rozgrywkowych czterech państw: polskiej Ekstraligi, niemieckiej DEL, czeskiej Ekstraligi i włoskiej Serie A1. Najwięcej sezonów spędził w Cracovii, w której grał od czerwca 2005 do czerwca 2013. W jej barwach rozegrał 404 mecze ligowe, strzelając w nich 287 goli. Przed sezonem 2013/2014 podpisał kontrakt z nowo utworzonym - i mającym mocarstwowe plany -  1928 KTH Krynica, jednak na skutek problemów finansowych klubu już 22 listopada 2013 rozwiązał kontrakt. Tego samego dnia został ponownie graczem JKH z rodzinnego Jastrzębia-Zdroju. W kwietniu przedłużył umowę z JKH o trzy lata. Do gry w sezonie PHL 2018/2019 nie przystąpił wskutek dolegliwości spowodowanych rwą kulszową. W związku z tym w grudniu ogłosił zakończenie kariery zawodniczej.
Osiem razy wywalczył tytuł mistrza Polski. W trakcie sezonu PHL 2016/2017 przekroczył granicę 1000 punktów zdobytych w polskiej ekstralidze.
W trakcie kariery określany pseudonimami Laszka.

## Kariera reprezentacyjna

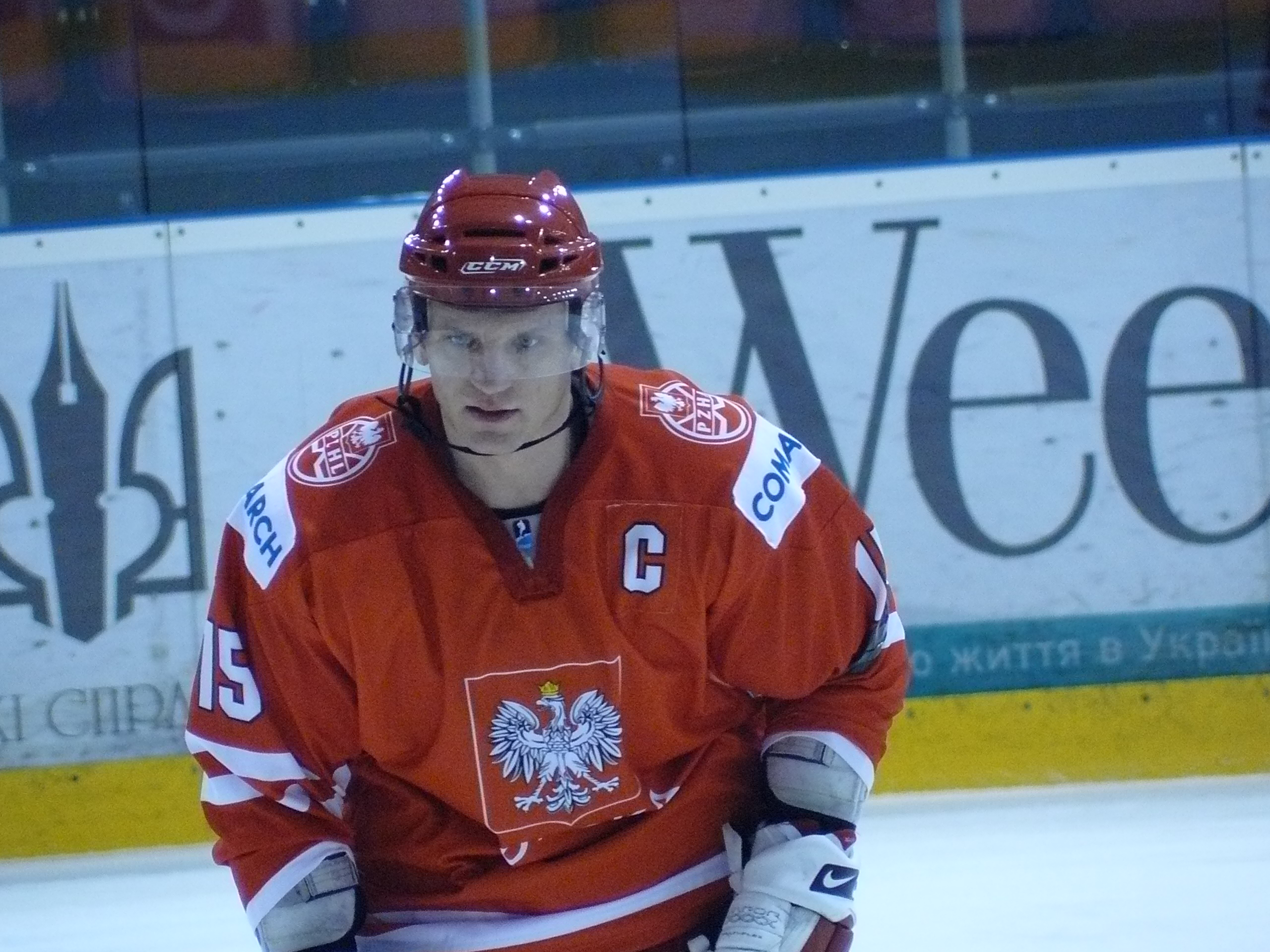
Leszek Laszkiewicz podczas meczu towarzyskiego Ukraina-Polska (Kijów, 10 kwietnia 2010)

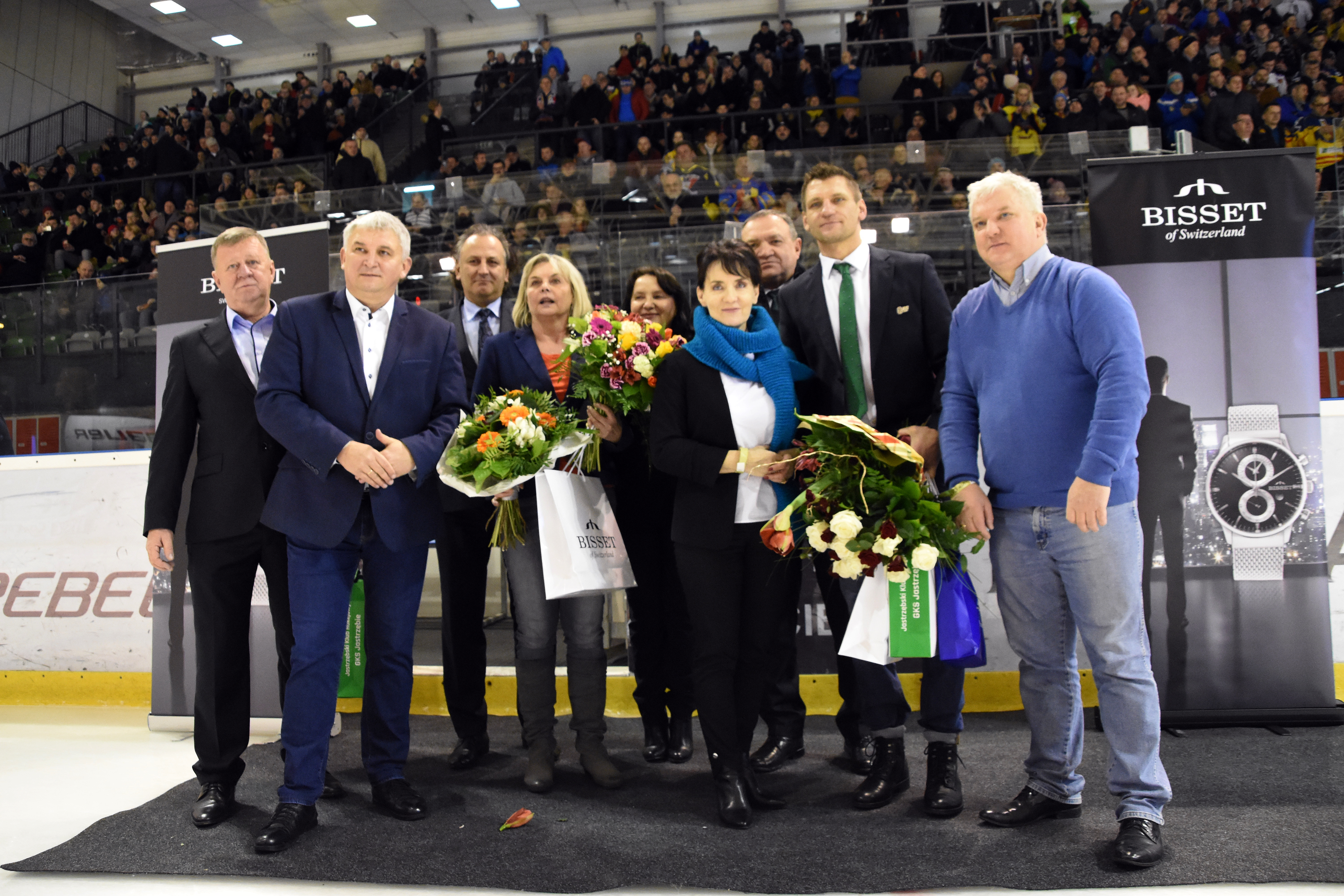
Pożegnanie Leszka Laszkiewicza podczas turnieju finałowego Pucharu Polski 28 grudnia 2018 (stoi drugi od prawej)

W marcu 1995 i marcu 1996 z reprezentacją Polski do lat 18 uczestniczył w juniorskich mistrzostwach Europy Grupy B (JME). Podczas - rozgrywanych w Sosnowcu i Tychach - JME 1996 został królem strzelców oraz znalazł się w drużynie gwiazd turnieju. Z kadrą do lat 20 wystąpił na mistrzostwach świata juniorów Grupy A (na przełomie 1996 i 1997, zakończonych spadkiem do Grupy B) i Grupy B (zorganizowanych w Sosnowcu i Tychach na przełomie 1997 i 1998). Uczestniczył w turnieju hokejowym na Zimowej Uniwersjadzie 1997.
W kwietniu 1998, w szeregach reprezentacji narodowej zadebiutował w seniorskich mistrzostwach świata (MŚ). W swym pierwszym turnieju tej rangi (MŚ 1998 Grupy B w Słowenii), grając w ataku z Mariuszem Czerkawskim i Jackiem Płachtą, zdobył 3 gole w 7 meczach (pierwszą bramkę w MŚ Laszkiewicz strzelił 18 kwietnia 1998 w trzecim turniejowym meczu, zremisowanym 5:5 z Danią). W MŚ brał udział corocznie w kolejnych 17 sezonach: (1998, 1999 (Grupa B), 2000 (Grupa B), 2001 (Dywizja I), 2002 (Elita), 2003 (Dywizja I), 2004 (Dywizja I), 2005 (Dywizja I), 2006 (Dywizja I), 2007 (Dywizja I), 2008 (Dywizja I), 2009 (Dywizja I), 2010 (Dywizja I), 2011 (Dywizja I), 2012 (Dywizja IB), 2013 (Dywizja IB), 2014 (Dywizja IB), 2015 (Dywizja IA). Łącznie wystąpił więc w 18 imprezach tej rangi, dzięki czemu zajmuje trzecie miejsce w klasyfikacji wszech czasów pod względem liczby zaliczonych turniejów o MŚ - za bułgarskim bramkarzem Konstantinem Michajłowem (25 turniejów) i węgierskim defensorem Viktorem Szeligiem (21 turniejów) oraz ex aequo z Norwegiem Tommym Jakobsenem i Węgrem Krisztiánem Palkovicsem. Podczas wszystkich MŚ rozegrał w sumie 96 meczów, zdobywając 36 bramek oraz notując 45 asyst (co dało 81 punktów w klasyfikacji kanadyjskiej). Przed rozpoczęciem MŚ 2015 Dywizji IA ogłosił zakończenie reprezentacyjnej kariery. W ostatnim meczu turnieju 2015 przeciwko Węgrom (przegranym 1:2) został wybrany najlepszym polskim zawodnikiem spotkania.
W seniorskiej reprezentacji Polski Laszkiewicz rozegrał 216 oficjalnych meczów międzypaństwowych, zdobywając 89 goli i notując 150 punktów w klasyfikacji kanadyjskiej.

## Dalsza kariera
Pod koniec grudnia 2018 zaanonsowano objęcie przez Leszka Laszkiewicza funkcji dyrektora sportowego w JKH GKS Jastrzębie. W 2020 pełnił funkcję team leadera w sztabie reprezentacji Polski seniorów, prowadzonej przez słowackiego selekcjonera Róberta Kalábera (etatowego szkoleniowca drużyny JKH).

## Życie prywatne
Jego brat Daniel także został hokeistą (w latach 2006-2013 wspólnie grali w Cracovii). Ma żonę Katarzynę oraz córki Laurę (ur. 2002) i Lenę (ur. 2013). Obie córki przyszły na świat tuż po zdobyciu przez Laszkiewicza złotego medalu mistrzostw Polski.

## Osiągnięcia
Reprezentacyjne
- Awans do mistrzostw świata Elity: 2001
- Awans do mistrzostw świata I Dywizji Grupy A: 2014

Klubowe
- Srebrny medal mistrzostw Niemiec: 1999 z Nürnberg Ice Tigers
- Puchar Polski: 2000 z Unią Oświęcim
- Złoty medal mistrzostw Polski: 2001, 2002, 2004 z Unią Oświęcim, 2006, 2008, 2009, 2011, 2013 z Cracovią
- Srebrny medal mistrzostw Polski: 2010, 2012 z Cracovią, 2015 z JKH GKS Jastrzębie
- Brązowy medal mistrzostw Polski: 2000 z KTH Krynica, 2007 z Cracovią, 2014 z JKH GKS Jastrzębie
- Turniej finałowy Pucharu Kontynentalnego: 2004 z HC Milano Vipers
- Złoty medal mistrzostw Włoch: 2005 z HC Milano Vipers
- Puchar Włoch: 2005 z HC Milano Vipers

Indywidualne
- Mistrzostwa Europy juniorów do lat 18 w hokeju na lodzie 1996#Grupa B:
  - Pierwsze miejsce w klasyfikacji strzelców turnieju: 9 goli
  - Pierwsze miejsce w klasyfikacji kanadyjskiej turnieju: 13 punktów
  - Skład gwiazd turnieju[28]
- Ekstraliga polska w hokeju na lodzie (2008/2009):
  - Czwarte miejsce w klasyfikacji asystentów: 29 asyst
  - Drugie miejsce w klasyfikacji kanadyjskiej: 55 punktów
- Ekstraliga polska w hokeju na lodzie (2009/2010):
  - Drugie miejsce w klasyfikacji kanadyjskiej: 75 punktów (36 goli i 39 asyst w 53 meczach)
- Ekstraliga polska w hokeju na lodzie (2010/2011):
  - Pierwsze miejsce w klasyfikacji strzelców w sezonie zasadniczym: 29 goli
  - Czwarte miejsce w klasyfikacji asystentów w sezonie zasadniczym: 29 asyst
  - Drugie miejsce w klasyfikacji kanadyjskiej w sezonie zasadniczym: 58 punktów
  - Pierwsze miejsce w klasyfikacji +/- w sezonie zasadniczym: +34
- Polska Liga Hokejowa (2011/2012):
  - Pierwsze miejsce w klasyfikacji strzelców w sezonie zasadniczym: 43 gole
  - Pierwsze miejsce w klasyfikacji asystentów w sezonie zasadniczym: 37 asyst
  - Pierwsze miejsce w klasyfikacji kanadyjskiej w sezonie zasadniczym: 80 punktów
  - Pierwsze miejsce w klasyfikacji zwycięskich goli w sezonie zasadniczym: 7 goli
- Mistrzostwa Świata w Hokeju na Lodzie 2012/I Dywizja:
  - Drugie miejsce w klasyfikacji strzelców turnieju: 4 gole
  - Drugie miejsce w klasyfikacji asystentów turnieju: 5 asyst
  - Drugie miejsce w klasyfikacji kanadyjskiej turnieju: 9 punktów
  - Skład gwiazd turnieju
- Polska Liga Hokejowa (2012/2013):
  - Czwarte miejsce w klasyfikacji strzelców w sezonie zasadniczym: 23 gole
  - Trzecie miejsce w klasyfikacji kanadyjskiej w sezonie zasadniczym: 48 punktów
  - Trzecie miejsce w klasyfikacji +/- w sezonie zasadniczym: +28
  - Pierwsze miejsce w klasyfikacji kanadyjskiej w całym sezonie: 68 punktów (31 goli i 37 asyst)
  - Drugie miejsce w klasyfikacji strzelców w fazie play-off: 8 goli (w 16 meczach)
  - Hat-trick, w tym zwycięski gol w siódmym, decydującym meczu finałowym o złoty medal mistrzostw Polski
- Turniej EIHC Węgry 2013:
  - Pierwsze miejsce w klasyfikacji asystentów: 3 asysty
- Polska Hokej Liga (2013/2014):
  - Czwarte miejsce w klasyfikacji strzelców w sezonie zasadniczym: 28 goli (rozegrał 33 mecze z 48 kolejek)
- Mistrzostwa Świata w Hokeju na Lodzie 2014/I Dywizja Grupa B:
  - Drugie miejsce w klasyfikacji strzelców turnieju: 4 gole[29]
  - Trzecie miejsce w klasyfikacji kanadyjskiej turnieju: 7 punktów[30]
- Polska Hokej Liga (2014/2015):
  - Czwarte miejsce w klasyfikacji asystentów w sezonie zasadniczym: 31 asyst
  - Trzecie miejsce w klasyfikacji kanadyjskiej w sezonie zasadniczym: 47 punktów
  - Drugie miejsce w klasyfikacji +/- w sezonie zasadniczym: +36
- Puchar Polski w hokeju na lodzie 2017:
  - Najlepszy zawodnik JKH GKS w meczu półfinałowym przeciw GKS Tychy (2:3)
- Polska Hokej Liga (2017/2018)[31]:
  - Trzecie miejsce w klasyfikacji strzelców w sezonie zasadniczym: 25 goli
  - Czwarte miejsce w klasyfikacji kanadyjskiej w sezonie zasadniczym: 48 punktów

Wyróżnienia
- Złoty Kij za sezon 2005/2006
- Najlepszy polski zawodnik w plebiscycie „Hokejowe Orły”: 2010, 2011, 2012[32][33].
- Najwybitniejszy napastnik wśród absolwentów dwudziestolecia istnienia NLO SMS PZHL Sosnowiec 1994–2014[34][35].
- Honorowe obywatelstwo Jastrzębia-Zdroju (31 stycznia 2019)[36][37][38]
- Richard „Bibi” Torrinai Award (przyznana przez IIHF, 2025)[39]